# Handelspräferenz
Als Handelspräferenz bezeichnet man im Rahmen der Außenhandelspolitik Handelsvorzüge (z. B. in Form niedrigerer Zölle), die ein Land bestimmten anderen Ländern gewährt. Im Rahmen der WTO werden die Möglichkeiten, einzelnen Staaten oder Integrationssystemen solche Vorzüge zu gewähren, durch das Meistbegünstigungsprinzip stark begrenzt. Allerdings werden im Rahmen der WTO bestimmte Handelspräferenzen gegenüber Entwicklungsländern gefördert.

## Zollpräferenzen im Rahmen des Welthandelssystems
Auf der Ebene des GATT wird dem Verhältnis zwischen Handel und Entwicklung ein besonderer Teil, nämlich der Teil IV dieses Vertragswerkes gewidmet. Ziel des Teils IV ist es, einen rechtlichen Rahmen für die angestrebte Ausdehnung des Handels mit und zwischen Entwicklungsländern zu schaffen, der zur wirtschaftlichen Entwicklung dieser Länder beiträgt.

### Anfänge
Bereits im Jahre 1964 forderten mehrere Entwicklungsländer bei der Bearbeitung des Teils IV des
GATT, eine Änderung von Art. I, um Präferenzen zugunsten der Dritten Welt zu ermöglichen. Hervorzuheben ist das Engagement des damaligen argentinischen Generalsekretärs der Welthandelskonferenz (UNCTAD) Raúl Prebisch, der sich diesen Forderungen anschloss. Aus der Sicht der Entwicklungsländer als besonders problematisch erwies sich diese Norm des Welthandelssystems, weil sie das Kardinalprinzip der Meistbegünstigung als Teil des Nichtdiskriminierungsgrundsatzes vertraglich verankerte. Nach dem Prinzip der Meistbegünstigung, dem Art. I GATT zugrunde liegt, ist ein Mitgliedsstaat verpflichtet, jeden einem Dritten zugestandenen Vorteil bezüglich Marktzugang oder Behandlung auf dem Markt unverzüglich und ohne weitere Bedingungen den gleichartigen Produkten aus allen anderen Mitgliedstaaten zugutekommen zu lassen.

### UNCTAD II
Auf der UNCTAD II in Neu-Delhi im Jahr 1968 wurde die Resolution 21 (II) „zur Einführung eines allseits annehmbaren und allgemeinen Systems nicht-gegenseitiger, nicht diskriminierender Präferenzen, das für Entwicklungsländer vorteilhaft ist“ beschlossen, wodurch den Vorschlägen der Genfer UNCTAD I 1964 weitgehend zugestimmt wurde. Während der Genfer UNCTAD I war nämlich das Achte Allgemeine Prinzip formuliert worden, wonach trotz Anerkennung der Relevanz des Prinzips der Meistbegünstigung eine bevorzugte Behandlung der Entwicklungsländer in den Handelsbeziehungen mit Industrieländern unter Beschränkung der Reziprozität befürwortet wurde. Die Resolution 21 (II) ebnete den Weg für das Zustandekommen eines Übereinkommens zur Einführung eines Systems Allgemeiner Zollpräferenzen (APS) durch die Entscheidung vom 25. Juni 1971 im GATT, wodurch die gewährenden Staaten zunächst eine Befreiung des Reziprozitätsgebots für die Dauer von zehn Jahren erreichten. Bei der Schaffung einer Ausnahme der Meistbegünstigungsklausel gemäß Art I des GATT ohne vertragliche Grundlage sahen sich die Befürworter der Präferenzen, darunter die EWG, jedoch damals mit dem Problem der Vereinbarkeit dieses Systems mit dem GATT konfrontiert, wobei drei Alternativlösungen zur Verfügung standen: (1) die Gewährung von Ausnahmenbewilligungen über Waivers, (2) die Änderung des Vertragswerkes über ein Amendment und (3) die Erlaubnis über eine einstimmige Erklärung (unanimous declaration). Das GATT entschied sich vorerst für die Lösung des Präferenzproblems über die Gewährung eines Waivers, wobei das Vorgehen Australiens von entscheidender Bedeutung war, da dieser Staat bereits seit 1966 als erster einigen Entwicklungsländern Zollpräferenzen aufgrund einer auf Art. XXV GATT gestützten Ausnahmebewilligung anbot. Art. XXV par. 5 GATT versucht, die Integrität des Abkommens mit seinem multilateralen Charakter dadurch zu erhalten, dass er sich auf die vorübergehende Aussetzung bestimmter Rechte und Pflichten in Abkommen zwischen Staaten beschränkt. Durch den Waiver wird die Vereinbarkeit eines besonderen Verhaltens mit den allgemeinen Zielen des GATT zum Ausdruck gebracht. Es bedeutet einen ausdrücklichen Verzicht bestimmter Vertragsparteien darauf, sich auf Rechte zu berufen, die sie aus anderen Vertragsbestimmungen herleiten könnten. Die damaligen Präferenzsysteme hatten noch vorübergehenden Charakter, da die ihnen als Grundlage dienenden GATT-Waiver der jährlichen Kontrolle durch die Vertragsparteien unterworfen wurden.

### APS ab 1971
Die Europäische Wirtschaftsgemeinschaft führte ihr APS 1971 als eine der ersten ein, gefolgt von anderen Industrieländern. Dem schlossen sich die USA im Jahr 1977 als letzte an.
Eine Verlängerung der Ausnahmebewilligung auf weitere zehn Jahre war nicht notwendig, da den Vertragsparteien am 28. November 1979 zum Abschluss der in den Jahren 1973 bis 1979 geführten Tokio-Runde ein Durchbruch mit einer Entscheidung gelang, die den Titel Differential and More Favourable Treatment, Reciprocity and Fuller Participation of Developing Countries trug und gemäß ihrem Paragraphen 2 lit. a weiterhin die Derogation vom Meistbegünstigungsprinzip im Rahmen des APS gestattete. Diese Entscheidung, die auch unter der Bezeichnung enabling clause bekannt ist, gilt als die permanente rechtliche Grundlage für eine begünstigte Behandlung im Rahmen des GATT. Die enabling clause stellt im Ergebnis eine Ausnahme vom Zwang zur Gleichbehandlung und Reziprozität zugunsten der Entwicklungsländer dar, so dass die Mitglieder des GATT, die nicht zu diesem Kreis von Staaten gehören, nicht die Gewährung gleicher Präferenzen verlangen können. Die Ministerielle Deklaration vom 29. November 1982 schließt eine Entscheidung und einen Annex über Normen und Aktivitäten des GATT in Bezug auf Entwicklungsländer ein, in dem die Vertragsparteien u. a. dem Komitee für Handel und Entwicklung die Hauptverantwortung für die Überwachung der Anwendung der enabling clause übertrugen, um die Objektivität und Transparenz der APS-Schemata zu gewährleisten.

### Ziele
Mit der zeitweiligen Gewährung von Handelsvorteilen wurden folgende Ziele angestrebt: eine
Erhöhung der Exporterlöse der Entwicklungsländer durch die Diversifizierung der Exportprodukte,
die Förderung der Industrialisierung und eine Beschleunigung des wirtschaftlichen Wachstums der
Entwicklungsländer. Diese Ziele sollten dadurch erreicht werden, dass die Einfuhr von
gewerblichen Halb- und Fertigwaren sowie von bestimmten Verarbeitungserzeugnissen, nicht jedoch
von Rohstoffen und landwirtschaftlichen Grunderzeugnissen begünstigt werden sollte. Ferner musste
das APS sicherstellen, dass die begünstigten Waren ihren Ursprung in Entwicklungsländern haben.

### Zukunft
Langfristig dürften Handelspräferenzen an Bedeutung verlieren, da die heutigen Handelshemmnisse nicht-tarifärer Art, sondern häufig in Form von Verwaltungsvorschriften auftreten, welche die Hygiene und die Qualität von Produkten betreffen. Hinzu kommt die Absenkung der Zolltarife durch die zunehmende Liberalisierung des Welthandels dank der WTO, die den Mitgliedstaaten keinen Spielraum mehr für die Gewährung von Zollpräferenzen lassen.

## Handelspräferenzen der Europäischen Gemeinschaft
Heutzutage stellt das APS eines der wichtigsten Instrumente der EG im Handel mit Entwicklungsländern dar. Es ist auf die unterschiedlichen Bedürfnisse dieser Staaten zugeschnitten. Für Länder, die vom Drogenproblem besonders betroffen sind, wie die Mitgliedstaaten der Andengemeinschaft oder Pakistan, gibt es Sonderregelungen, die unterstützende Wirkung haben. Ihre Gewährung hängt jedoch von der Einhaltung der Prinzipien der Demokratie und der Menschenrechte ab und kann im Falle einer Verletzung wieder zurückgenommen werden. In diesem Fall unterscheidet man Maßnahmen mit Sanktionscharakter einerseits und Anreizen andererseits. Für die Überwachung der Einhaltung dieser Bedingungen ist die Europäische Kommission (Generaldirektion Handel) mit Sitz in Brüssel zuständig. Das APS der EG wird regelmäßig in Zeitabständen von etwa fünf Jahren reformiert und in Form von Gemeinschaftsverordnungen erlassen.